# 一狩りいこうぜ!
『モンハンぷらす 一狩りいこうぜ!』（モンハンぷらす ひとかりいこうぜ）とは、テレビ東京で放送されていたモンスターハンターシリーズをテーマにしたバラエティ番組である。
2011年2月1日から4月25日まで第1期である『モンハンぷらす 一狩りいこうぜ!』が、2013年11月3日から2014年1月5日まで第2期となる『モンハンぷらす 一狩りいこうぜ!4』が、2014年11月4日から2015年1月5日まで第3期となる『モンハンぷらす 一狩りいこうぜ!4G』それぞれ放送された。

## 概要
モンスターハンターシリーズ（以下「モンハン」）をテーマとしたバラエティ番組としては初めての番組で、MCであるアメリカザリガニ・岡田義徳・福田萌と各回ごとのゲストがモンハンをプレイしながらモンハンの魅力を紹介していく。
第1期終了後の2011年8月15日・8月22日未明の2:15 - 2:45にレギュラー放送終了後としては初の特番である「もう一狩りいこうぜ!」が放送された。本番組が未ネットだったテレビ大阪でも1週遅れの2011年8月22日・8月29日未明に放送された。
2013年11月3日から2014年1月5日まで『一狩りいこうぜ!4』が放送され、レギュラー陣は『一狩りいこうぜ!』から続投している。最終回である2014年1月5日未明は60分スペシャルで放送。
2014年11月4日から2015年1月5日まで『一狩りいこうぜ!4G』が放送され、レギュラー陣は『一狩りいこうぜ!4』から続投している。最終回である2015年1月4日は月曜1:35 - 2:35（日曜深夜）に60分スペシャルで放送。

## 出演者
- アメリカザリガニ
（柳原哲也・平井善之）
- 岡田義徳
- 福田萌
- 喜多村英梨（ナレーター）

### 新人ハンター
- 滝口幸広（「一狩りいこうぜ!」）
- 村上麻莉奈（「一狩りいこうぜ!」）
- 酒井瞳（「一狩りいこうぜ!4」）
- 鈴木奈々（「一狩りいこうぜ!4G」）
- みかん（「一狩りいこうぜ!4G」）

## 放送リスト

### 一狩りいこうぜ!
| 2011年 | 2011年  | 2011年                         | 2011年                                         | 2011年 | 2011年 |
| 回数   | 放送日  | 放送時間（JST）                | 内容                                           | ゲスト |        |
| ------ | ------- | ------------------------------ | ---------------------------------------------- | --- | ------ |
| 01     | 2月1日  | 火曜日2:00 - 2:30 （月曜深夜） | ガチ狩り                                       | - |        |
| 02     | 2月8日  | 火曜日2:00 - 2:30 （月曜深夜） | モンハントーク&ガチ狩り                        | 小沢一敬、椿姫彩菜、ザ・たっち                                                                                               |        |
| 03     | 2月15日 | 火曜日2:00 - 2:30 （月曜深夜） | モンハントーク&ガチ狩り                        | 小沢一敬、椿姫彩菜、ザ・たっち                                                                                               |        |
| 04     | 2月22日 | 火曜日2:00 - 2:30 （月曜深夜） | モンハントーク&ガチ狩り                        | 辺見えみり |        |
| 05     | 3月1日  | 火曜日2:00 - 2:30 （月曜深夜） | ジンオウガの逆鱗が11個出るまで・・・帰れま11!! | - |        |
| 06     | 3月8日  | 火曜日2:00 - 2:30 （月曜深夜） | ハニ狩りデート                                 | 喜多村英梨、今井麻美 |        |
| 07     | 3月15日 | 火曜日2:00 - 2:30 （月曜深夜） | テレビ東京狩りんどパーク                       | 古坂大魔王、千葉涼平、古屋敬多、山根和馬                                                                                     |        |
| 08     | 3月22日 | 火曜日2:00 - 2:30 （月曜深夜） | ガチ橋バトルロワイヤル                         | 古坂大魔王、千葉涼平、古屋敬多、山根和馬                                                                                     |        |
| 09     | 3月29日 | 火曜日2:00 - 2:30 （月曜深夜） | クイズ100人以上に聞きました!                   | ピエール瀧、桜井誠、ANI、ハヤト、椿姫彩菜                                                                                    |        |
| 10     | 4月4日  | 月曜日1:35 - 2:05 （日曜深夜） | クイズ100人以上に聞きました!                   | ピエール瀧、桜井誠、ANI、ハヤト、椿姫彩菜                                                                                    |        |
| 11     | 4月11日 | 月曜日1:35 - 2:05 （日曜深夜） | 狩りっち寿司開店!                              | 本田泰人、稲葉洸太郎、浅利陽介 秦佐和子、古川愛李                                                                            |        |
| 12     | 4月18日 | 月曜日1:35 - 2:05 （日曜深夜） | オールスター狩謝祭（前編）                     | 渋谷すばる、横山裕、椿姫彩菜、篠原真衣 能勢浩、クロちゃん、赤園虎次郎、武器屋桃太郎 植田佳奈、折戸マリ、滝口幸広、村上麻莉奈 |        |
| 13     | 4月25日 | 月曜日1:35 - 2:05 （日曜深夜） | オールスター狩謝祭（後編）                     | 渋谷すばる、横山裕、椿姫彩菜、篠原真衣 能勢浩、クロちゃん、赤園虎次郎、武器屋桃太郎 植田佳奈、折戸マリ、滝口幸広、村上麻莉奈 |        |

| 特別番組 | 特別番組      | 特別番組                       | 特別番組            | 特別番組                                                                            | 特別番組 |
| 回数     | 放送日        | 放送時間（JST）                | 番組名              | ゲスト                                                                              |          |
| -------- | ------------- | ------------------------------ | ------------------- | ----------------------------------------------------------------------------------- | -------- |
| 01       | 2011年8月15日 | 月曜日2:15 - 2:45 （日曜深夜） | もう一狩りいこうぜ! | 濱口優、秦佐和子、古川愛李、水崎綾女                                                |          |
| 02       | 2011年8月22日 | 月曜日2:15 - 2:45 （日曜深夜） | もう一狩りいこうぜ! | 濱口優、秦佐和子、古川愛李、水崎綾女                                                |          |
| 03       | 2012年3月20日 | 火曜日8:30 - 9:00              | 一狩りいこうぜ!3G   | 木下隆行、椿姫彩菜、篠原真衣、武器屋桃太郎 瀬斗光黄、岩崎一則、滝口幸広、村上麻莉奈 |          |

### 一狩りいこうぜ!4
| 2013年 | 2013年       | 2013年                         | 2013年                                                                        | 2013年                                                                 | 2013年 |
| 回数   | 放送日       | 放送時間（JST）                | 内容                                                                          | ゲスト                                                                 |        |
| ------ | ------------ | ------------------------------ | ----------------------------------------------------------------------------- | ---------------------------------------------------------------------- | ------ |
| 01     | 11月3日      | 日曜日1:20 - 1:50 （土曜深夜） | ガチ狩り団4人でガチ狩りをして絆を深めよ                                       | -                                                                      |        |
| 02     | 11月10日     | 日曜日1:20 - 1:50 （土曜深夜） | サ狩ケ                                                                        | 水沢アリー、ゴー☆ジャス                                                |        |
| 03     | 11月17日     | 日曜日1:20 - 1:50 （土曜深夜） | 一狩りいこうぜ!オリジナル定型文を考えよう!                                    | 安田美沙子 ゲッターズ飯田 広海・深海                                   |        |
| 04     | 11月24日     | 日曜日1:20 - 1:50 （土曜深夜） | 操虫コンテストで美技を競え 乗りたいかい?うんうん、乗りたい!乗りたい!乗り大会! | 安田美沙子 ゲッターズ飯田 広海・深海                                   |        |
| 05     | 12月1日      | 日曜日1:20 - 1:50 （土曜深夜） | フィッシング!                                                                 | クロちゃん（安田大サーカス） HIRO（安田大サーカス） 椿姫彩菜、篠原真衣 |        |
| 06     | 12月8日      | 日曜日1:20 - 1:50 （土曜深夜） | 狩りすぎ!都市伝説                                                             | クロちゃん（安田大サーカス） HIRO（安田大サーカス） 椿姫彩菜、篠原真衣 |        |
| 07     | 12月15日     | 日曜日1:20 - 1:50 （土曜深夜） | クイズ!100人以上に聞きました                                                  | てんちむ 武器屋桃太郎（風男塾） 赤園虎次郎（風男塾） ハマカーン        |        |
| 08     | 12月22日     | 日曜日1:20 - 1:50 （土曜深夜） | 銀河鉄道モンハンバス                                                          | てんちむ 武器屋桃太郎（風男塾） 赤園虎次郎（風男塾） ハマカーン        |        |
| 09     | 2014年1月5日 | 日曜日1:25 - 2:25 （土曜深夜） | 狩-1グランプリ                                                                | ハマカーン                                                             |        |

### 一狩りいこうぜ!4G
| 01 | 11月4日      | 火曜日1:00 - 1:30 （月曜深夜） | 後藤真希、武田和也（TRIPLANE）                           |
| 02 | 11月11日     | 火曜日1:00 - 1:30 （月曜深夜） | 後藤真希、武田和也（TRIPLANE）                           |
| 03 | 11月18日     | 火曜日1:00 - 1:30 （月曜深夜） | 濱口優、古坂大魔王、水崎綾女                             |
| 04 | 11月25日     | 火曜日1:00 - 1:30 （月曜深夜） | 濱口優、古坂大魔王、水崎綾女                             |
| 05 | 12月3日      | 火曜日1:00 - 1:30 （月曜深夜） | シソンヌ、酒井瞳、河村唯、長野せりな                     |
| 06 | 12月10日     | 火曜日1:00 - 1:30 （月曜深夜） | シソンヌ、酒井瞳、河村唯、長野せりな                     |
| 07 | 12月17日     | 火曜日1:00 - 1:30 （月曜深夜） | DAIGO、加藤夏希                                          |
| 08 | 12月24日     | 火曜日1:00 - 1:30 （月曜深夜） | DAIGO、加藤夏希                                          |
| 09 | 2015年1月5日 | 月曜日1:35 - 2:35 （日曜深夜） | ハマカーン、喜屋武ちあき、玉置成実、てんちむ、椎名ひかり |

## ネット配信

### 一狩りいこうぜ!
- 2011年1月31日放送分から4月10日放送分までと、2011年8月14日・8月21日放送分の特番は、テレビ東京における放送終了後にテレビドガッチ並びにニコニコ動画においてインターネット配信が行われた。

### 一狩りいこうぜ!4・一狩りいこうぜ!4G
- テレビ東京における放送終了後にあにてれちゃんねるで配信。

## スタッフ
- 構成：中村至誠
- CAM：小山茂明、大江位知子
- AUD：西野和洋、山室美咲、中村心
- CA：原坂ひとみ
- 編集：岩崎一博
- MA：伊東謙二、村尾一博
- 音響効果：塩谷弘樹、太田省吾
- スタイリスト：小野田史
- ヘアメイク：長谷川喜十郎（Jully）、SHUTARO（vitamins）
- 技術協力：ウイウイスタジオ、テクノマックス、コールツプロダクション
- 制作協力：カメレオンフィルム
- 協力：株式会社カプコン
- 監修：辻本良三、小林彰博、東さちこ（カプコン）
- ディレクター：田吹謙、木田慎也、犬伏晋也
- AP：古舘由美子、野澤彩
- プロデューサー：亀山喜之（カメレオンフィルム）、高岩秀明（コーポレートプレスメント）
- 総合プロデューサー：細谷伸之（テレビ東京）
- 製作著作：テレビ東京